# シリル・ラファエリ
シリル・ラファエリ（Cyril Raffaelli, 1974年4月1日 - ）は、フランス出身のスタントコーディネーター、スタントマン、俳優、武道家、アクション振付師、アクション監督。スタントマンの別称として、Cyril Quenel-Raffaelli、Cyril Cuenel Raffaelli とクレジットされることもある。

## 経歴
1980年、6歳から武道を兄の影響で始め、ヌンチャク、松濤館流空手などを習得。1988年、14歳の時にアニー・フラテリーニのサーカス学校に入学し、ヴァンサン・カッセルに出会う。シリルはサーカス学校でアクロバットの訓練を受けた。
演劇にも興味を持ち、1991年、俳優出演したミュージカル『才女気取り』(Les Précieuses ridicules)で注目されてから、コメディ・ミュージカル『スターマニア』に4年間出演するなどし、舞台・テレビ・映画でスタントマンとして活躍。武術太極拳やテコンドーも行なうアクションを駆使し、格闘シーンの振り付けも担当するようになる。
その間、武道家としても活躍し数々の大会で入賞。1999年のカンフーのワールドカップで銅メダルを獲得した後は、主に映画俳優業に専念。2000年公開の映画『TAXi2』では、悪の忍者役で華麗なヌンチャクさばきを披露。これが映画俳優としての本格的なデビューとなった。その後も、2001年公開の『キス・オブ・ザ・ドラゴン』での、ジェット・リーと壮絶な格闘を繰り広げる双子の男役で熱演を見せるなど、俳優、スタントマン、アクション監督として躍進する。
2004年公開のリュック・ベッソン製作の映画『アルティメット』（原題はBanlieue 13で、フランス映画祭横浜2005では原題の『バンリュー13』の題名で上映）では、主人公の捜査官・ダミアン役に抜擢され、同じくスタントマン出身俳優でパルクールの使い手の友人ダヴィッド・ベルと共演した。それまでスタントマン、アクション振付で、リュック・ベッソン作品に多く関わってきたシリルだったが、主演俳優はこれが初であった。
2007年公開の映画『ダイ・ハード4.0』では、主人公を何度も苦しめる敵・ランド役を演じてパルクールの技を披露している。その他のアクション参加映画には、『ドーベルマン』（1997年）、『RONIN』（1998年）、『ジャンヌ・ダルク』（1999年）、『WASABI』（2001年）、『YAMAKASI』（2001年）、『ジェヴォーダンの獣』（2001年）、『トランスポーター』（2002年）、『ミシェル・ヴァイヨン』（2003年）、『クリムゾン・リバー2 黙示録の天使たち』（2004年）などがある。
2008年には、長年の恋人カミーユとの間に、娘マリーをもうけた。

## 格闘大会の実績
- IKFF総合格闘技で優勝（アルゼンチン、1997年）
- フランス散打大会で優勝（フランス、1998年）
- IKFF総合格闘技カンフーで銅メダル（ハンガリー、1999年）

## 主な出演・参加作品
| 公開年 | 邦題 原題                                                                                | 役名                         | 参加                                          | 備考 |
| ------ | ---------------------------------------------------------------------------------------- | ---------------------------- | --------------------------------------------- | ---- |
| 1997   | 原色パリ図鑑 La Vérité si je mens !                                                      | 保険外交員（クレジット無し） | 万能スタント                                  |      |
| 1997   | ダブルチーム Double Team                                                                 |                              | スタント                                      |      |
| 1997   | ドーベルマン Dobermann                                                                   |                              | スタント                                      |      |
| 1998   | RONIN Ronin                                                                              |                              | スタント                                      |      |
| 1998   | RPM                                                                                      |                              | スタント                                      |      |
| 1998   | ビジター Les Couloirs du temps : Les Visiteurs 2                                         |                              | スタント                                      |      |
| 1998   | 仮面の男 The Man in the Iron Mask                                                        |                              | スタント                                      |      |
| 1999   | ジャンヌ・ダルク La Messagère : L'Histoire de Jeanne d'Arc                               |                              | スタント(Cyril Cuenel Raffaellとして)         |      |
| 2000   | TAXi2 Taxi 2                                                                             | 空手インストラクター・忍者   | スタント(Cyril Quenel-Raffaelliとして)        |      |
| 2000   | 赤ずきんの森 Promenons-nous dans les bois                                                |                              | スタント(Cyril Cuenel Raffaelliとして)        |      |
| 2001   | YAMAKASI Yamakasi                                                                        |                              | スタント                                      |      |
| 2001   | メルシィ!人生 Le Placard                                                                 |                              | スタント                                      |      |
| 2001   | ジェヴォーダンの獣 Le Pacte des loups                                                    |                              | スタント                                      |      |
| 2001   | WASABI Wasabi                                                                            |                              | スタント、格闘トレーナー振付師                |      |
| 2001   | 青い夢の女 Mortel Transfert                                                              | 泥棒                         |                                               |      |
| 2001   | キス・オブ・ザ・ドラゴン Kiss of the Dragon                                              | 双子の男                     |                                               |      |
| 2002   | ミッション・クレオパトラ Astérix & Obélix: Mission Cléopâtre                             | 軍隊員                       | 格闘アシスタント                              |      |
| 2002   | トランスポーター Le Transporteur                                                         |                              | スタント                                      |      |
| 2003   | ミシェル・ヴァイヨン Michel Vaillant                                                     |                              | スタント                                      |      |
| 2004   | クリムゾン・リバー2 黙示録の天使たち Les Rivières pourpres 2 : Les Anges de l'apocalypse | 司祭殺し                     | スタント                                      |      |
| 2004   | アルティメット Banlieue 13                                                               | ダミアン                     | スタント                                      |      |
| 2005   | トランスポーター2 Le Transporteur 2                                                      |                              | 格闘振付師、スタント・コーディネーター        |      |
| 2005   | アンジェラ Angel-A'                                                                      |                              | スタント・コーディネーター                    |      |
| 2006   | アーサーとミニモイの不思議な国 Arthur et les Minimoys                                    |                              | スタント・コーディネーター                    |      |
| 2007   | 変態ピエロ Héros                                                                         |                              | スタント・コーディネーター                    |      |
| 2007   | ヒットマン Hitman                                                                        |                              | 格闘振付師                                    |      |
| 2007   | ダイ・ハード4.0 Live Free or Die Hard / Die Hard 4.0                                     | ランド                       |                                               |      |
| 2008   | インクレディブル・ハルク The Incredible Hulk                                             |                              | スタント、パルクール・コーディネーター        |      |
| 2009   | アルティメット2 マッスル・ネバー・ダイ Banlieue 13 : Ultimatum                           | ダミアン                     | 格闘振付師                                    |      |
| 2009   | ヒューマン・ズー Human Zoo                                                               | 探偵ダカエ                   |                                               |      |
| 2009   | アーサーと魔王マルタザールの逆襲 Arthur et la Vengeance de Maltazard                     |                              | スタント・コーディネーター                    |      |
| 2010   | TEKKEN -鉄拳- Tekken                                                                     |                              | 格闘振付師                                    |      |
| 2010   | ゾーンＡ Djinns                                                                          | ルーヴィエ                   |                                               |      |
| 2012   | ハーバー・クライシス〈湾岸危機〉Black & White Episode 1 痞子英雄首部曲：全面開戰         |                              | スタント、アクション監督                      |      |
| 2015   | ベイビー Baby , thuya                                                                    |                              | アクション監督、振付師                        |      |
| 2017   | ジェントルマン A Gentleman: Sundar, Susheel, Risky                                       | ランドリールームの暴漢       | アクション監督、振付師                        |      |
| 2018   | Arif V 216                                                                               |                              | アクション監督                                |      |
| 2018   | Bhavesh Joshi Superhero                                                                  |                              | アクション・コーディネーター                  |      |
| 2019   | ワイルド・スピード/スーパーコンボ Fast & Furious Presents: Hobbs & Shaw                  |                              | スタント(Cyril Xavier Cuenel Raffaelliとして) |      |